# Edotia dahli
Edotia dahli là một loài chân đều trong họ Idoteidae. Loài này được Menzies miêu tả khoa học năm 1962.